# Volkswagen Multivan
Le Volkswagen Multivan est une fourgonnette produit par Volkswagen depuis 2003. Il s'agit de la variante aménagée du Volkswagen Transporter depuis le T3. La quatrième génération est sortie en 2015.

## Première génération (1985-1990)

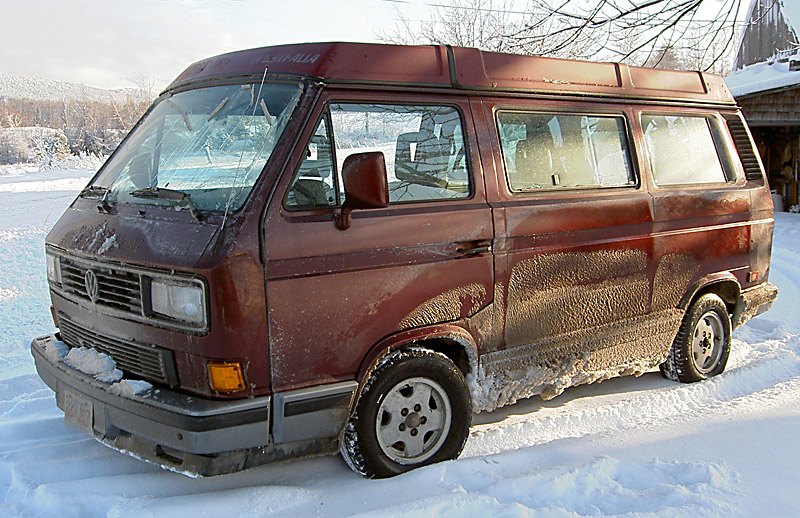
Volkswagen Multivan I (1985-1990)

## Seconde génération (1990-2003)

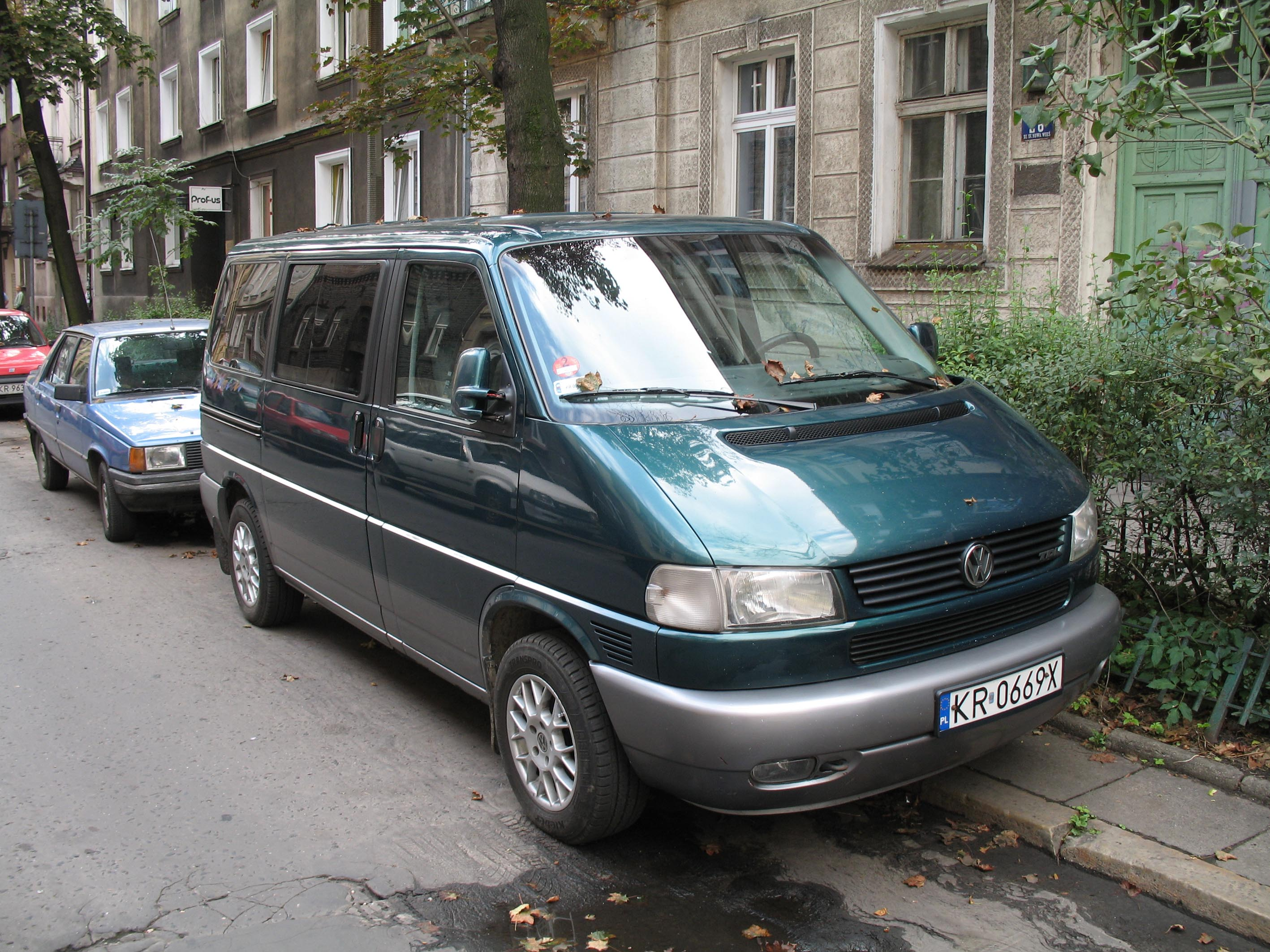
Volkswagen Multivan II (1990-2003)

## Troisième génération (2003-2015)

### Phase 1 (2003-2009)
La troisième génération du Volkswagen Multivan fut lancée en Europe en 2003. C'est la version monospace du Volkswagen Transporter. Il est produit aussi en Allemagne, au Royaume-Uni, en Russie, en France, en Turquie et à Singapour. Ce modèle est assemblé à Hanovre et les pièces sont construites en Pologne à Poznań. Il fut décliné en version utilitaire (fourgon, plateau, double cabine, combi), mais aussi en monospace (Multivan, Caravelle) et en petit camping-car (California). Plus tard, de nombreuses séries spéciales ont été produites.

### Phase 2 (2009-2015)

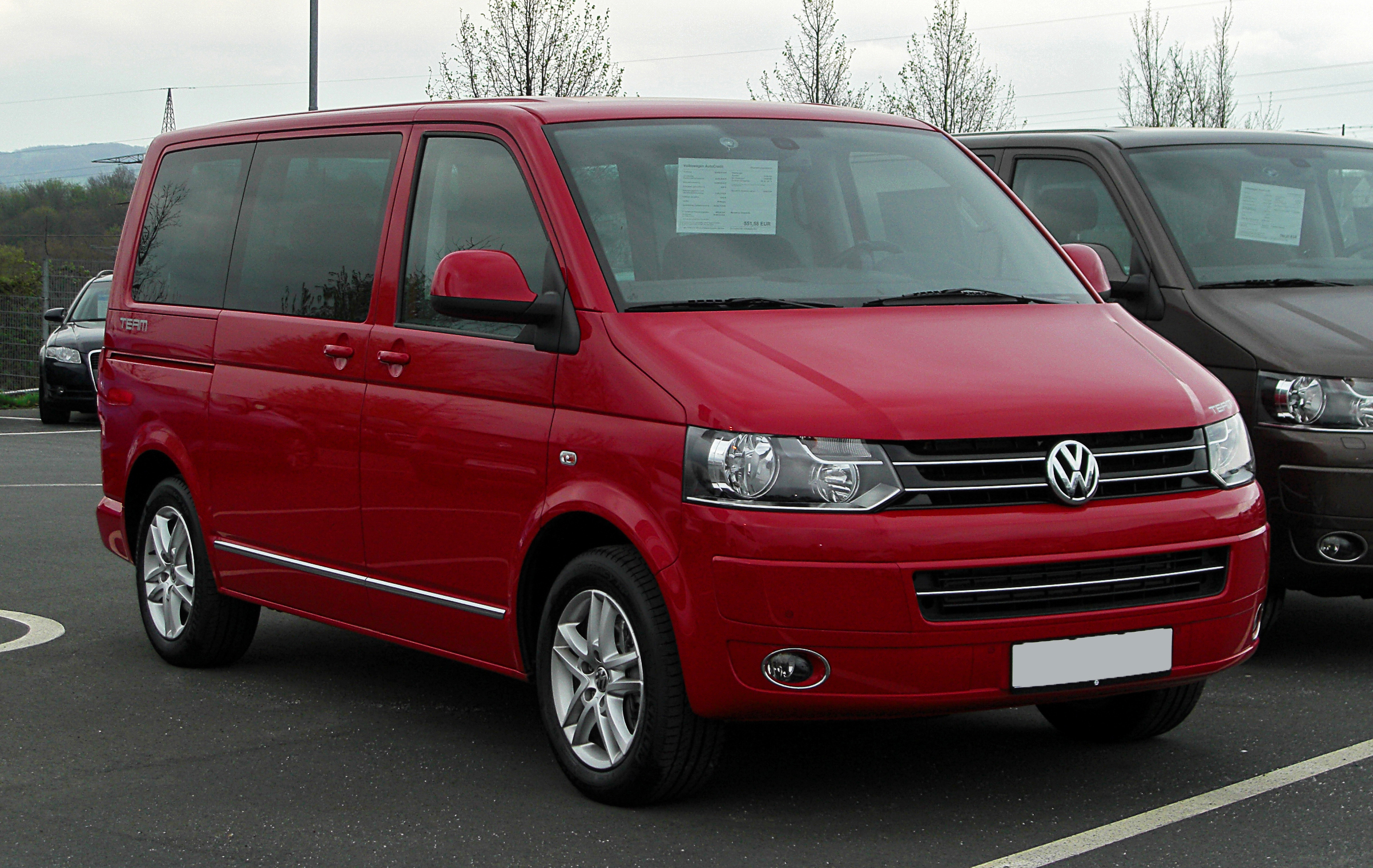
Volkswagen Multivan III Phase II

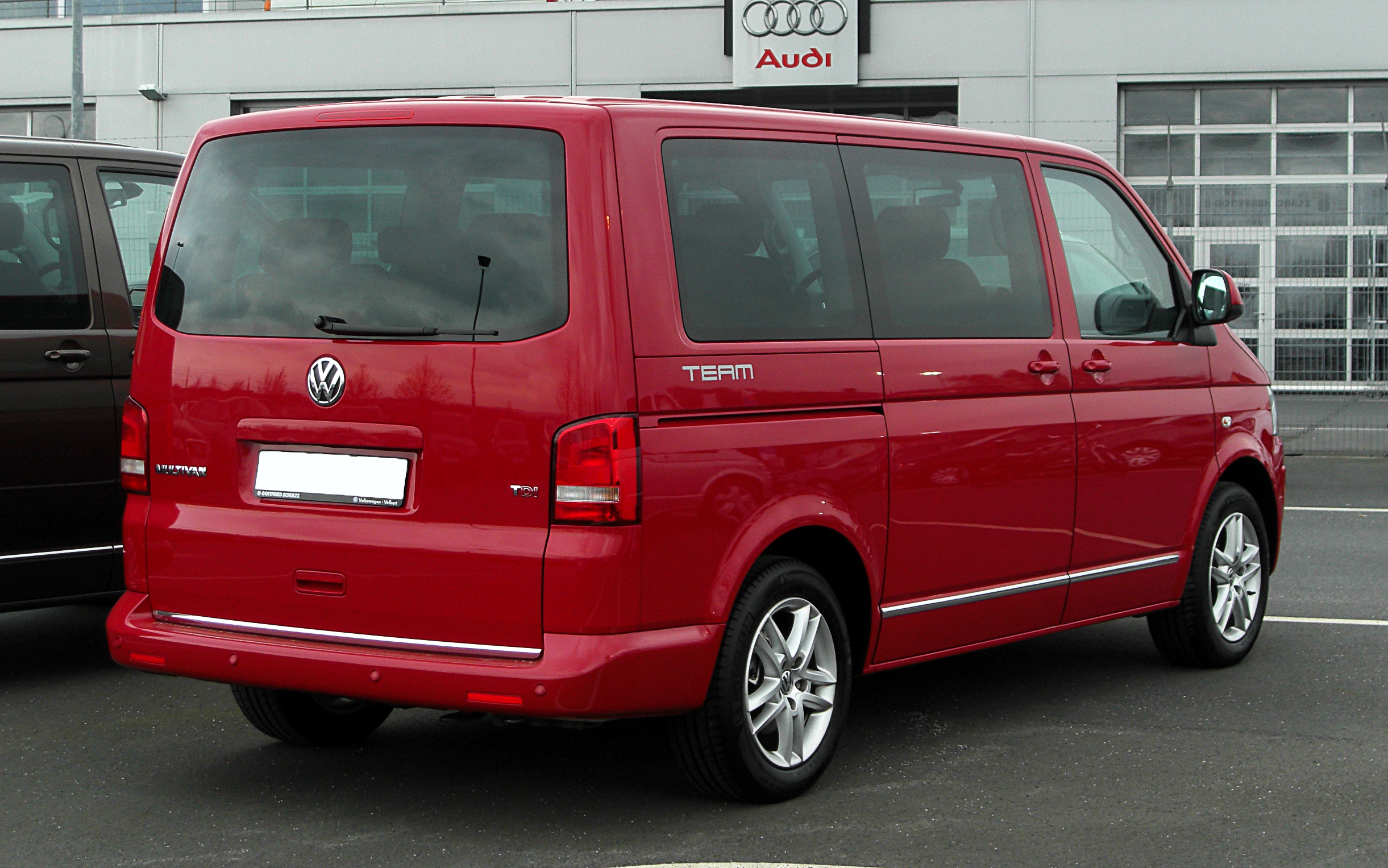
Volkswagen Multivan III Phase II

Fin 2009, le monospace, pour lutter contre le récent Nissan NV200, est restylé. Les phares sont redessinés : ils sont à fond noir, les petits clignotants arrondis ont disparu et ils se retrouvent en haut des deux optiques sous une forme effilée. Le Multivan, tout comme le Transporter, reçoit une nouvelle calandre à barrettes qui est la nouvelle orientation stylistique Volkswagen inaugurée par la Golf 6.
Pour le Multivan, les feux arrière sont à masque carré avec les optiques rectangulaires blanches en bas, faisant référence au nouveau style des modèles VW alors que le Transporter garde ceux de la phase 1 de 2003 mais les clignotants et feux de recul sont tous blancs. 

## Quatrième génération (2015-2021)

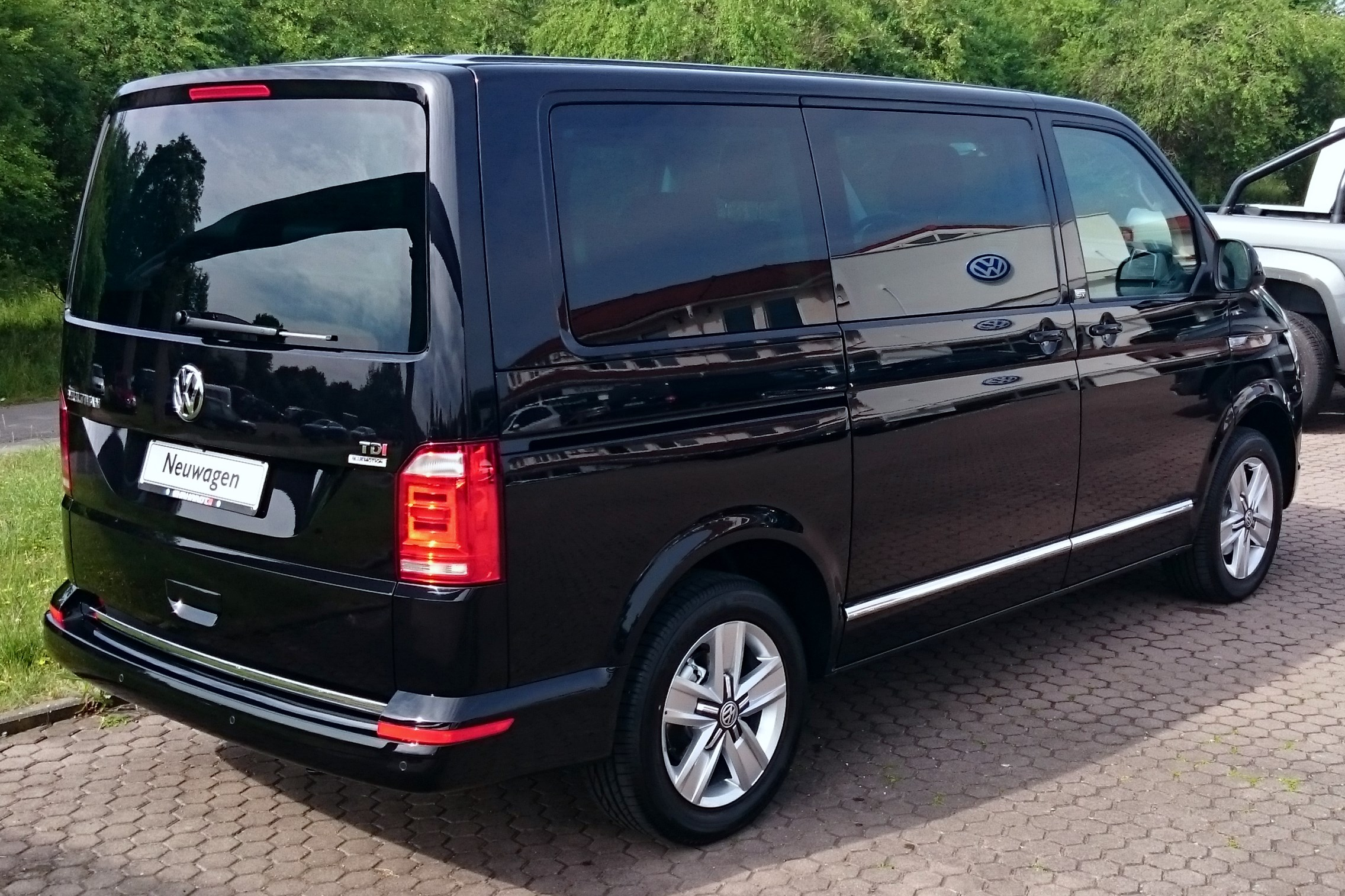
Volkswagen Multivan T6

La quatrième génération du Volkswagen Multivan a été lancée en septembre 2015 au Salon de Francfort 2015 et s’inspire du T6. Il se décline en série spéciale composée de rouge et blanc tout comme le premier Transporter, le Combi de 1950.

### Phase 2
La version restylée du Multivan est présentée au salon international de l'automobile de Genève 2019, avec une mise à jour technologique conséquente. Les feux avant et arrière ont également été redessinés.

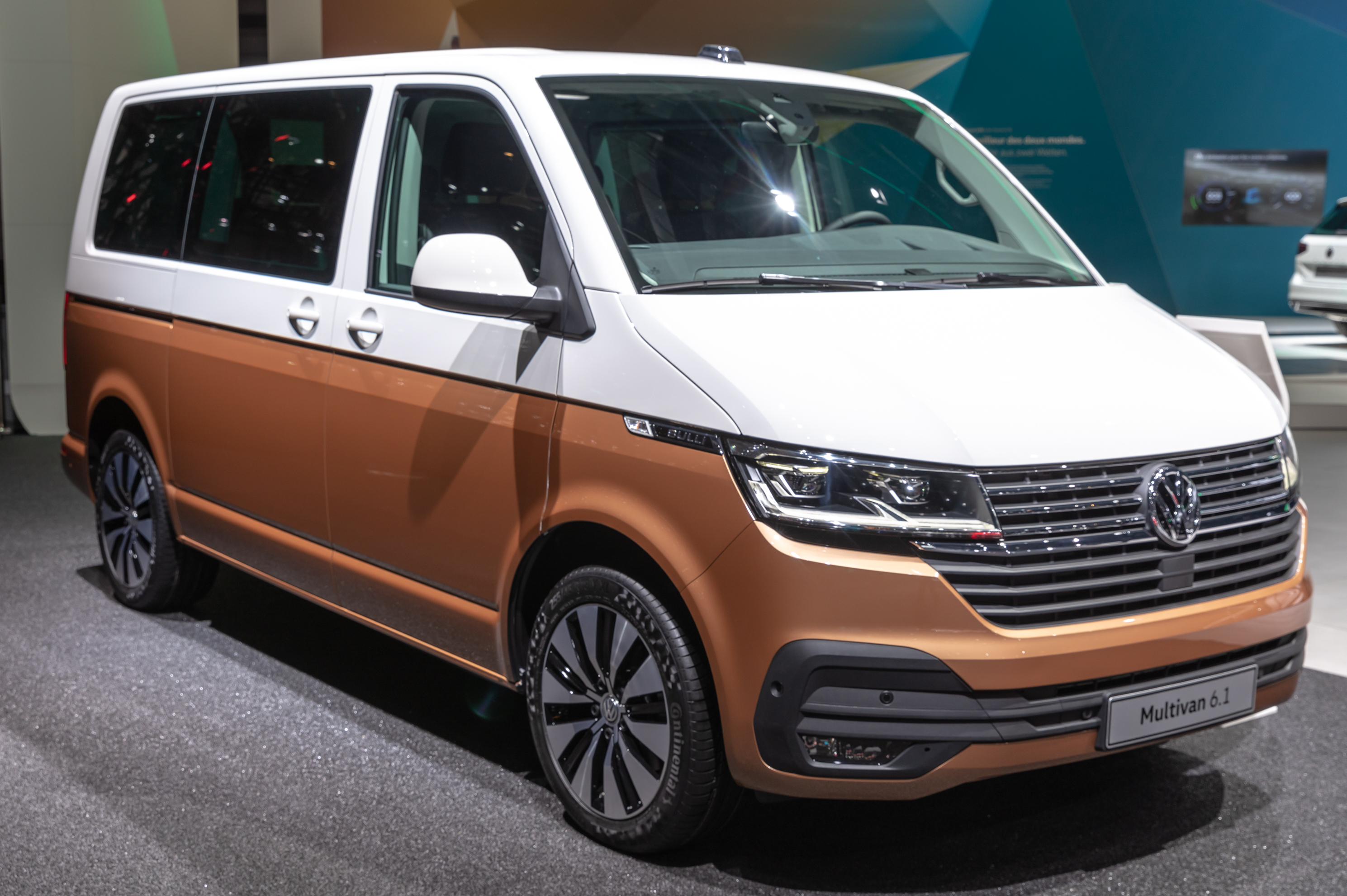
Volkswagen Multivan restylé

### Motorisations
- 2.0 TDI 150 BVM6
- 2.0 TDI 150 DSG7
- 2.0 TDI 150 4Motion BVM6
- 2.0 TDI 150 4Motion DSG7
- 2.0 TDI 204 BVM6
- 2.0 TDI 204 DSG7
- 2.0 TDI 204 4Motion BVM6
- 2.0 TDI 204 4Motion DSG7
- 2.0 TSI 150 BVM6
- 2.0 TSI 204 DSG7
- 2.0 TSI 204 4Motion DSG7

### Finitions
En janvier 2022, la gamme de finitions pour les particuliers se compose de trois niveaux de finition:
- Trendline
- Carat
- Carat Edition

Durant toutes les années de production de ce Multivan, d'autres finitions et séries spéciales ont également été proposées :
- Freestyle
- Wave
- Comfortline
- Edition 30
- PanAmerica
- Highline
- Generation Six
- Business
- Trendline "Blue & Cool", série spéciale été 2016, nombreuses options gratuites

## Cinquième génération (2022-)
En juin 2021, Volkswagen dévoile la cinquième génération de Volkswagen Multivan. Elle est disponible en variante hybride rechargeable en plus des variantes essence et diesel. Son look se rapproche du Combi des années 1950. Elle adopte une calandre fine affichant un jonc lumineux encadrant des optiques à LED. Les feux arrière sont désormais horizontaux sur cette génération et entourent le hayon du véhicule.
En septembre 2024, Volkswagen dévoile le California.